# کرولا (گروه موسیقی)
کِرِوِلا (به انگلیسی: Krewella) یک گروه موسیقی رقص الکترونیک آمریکایی مربوط به نورث‌بروک ایالت ایلینوی می‌باشد که در سال ۲۰۰۷ میلادی شکل گرفت. دو خواهر به نام‌های جهان یوسف و یاسمین یوسف زوج هنری این گروه را تشکیل می‌دهند. این گروه در اصل گروهی سه‌نفره بود که عضو سوم و تهیه‌کنندهٔ آن کریستوفر «رین من» تریندل در سال ۲۰۱۴ از آن کناره‌گیری کرد. آلبوم کوتاه (EP) آنها با نام Play Hard در ۱۸ ژوئن ۲۰۱۲ منحصراً در سایت بیت‌پورت منتشر شد و در ۲۶ ژوئن همان سال بر روی آی‌تیونز نیز منتشر گردید. کرولا نخستین آلبوم خود را نیز با نام Get Wet در ۲۴ سپتامبر ۲۰۱۳ روی آی‌تیونز منتشر کرد. سبک موسیقی گروه روی آی‌تیونز طیفی از هاوس، دابستپ، هارداستایل، تکنو و درام اند بیس را شامل می‌شود.
نام گروه از غلط املایی جهان در نوشتن واژهٔ "Cruel" در موقع شروع فعالیتشان نشات می گیرد و اشاره‌ای به شخصیت داستانی کروئلا دویل ندارد.